# ريحانة بشير
ريحانة بشير شاعرة، مغربية نشر لها في المواقع الالكترونية والصحف العربية ودواوين شعرية. الإسم الحقيقي : لا يوجد

## نشأتها ودراستها
ريحانة بشيرة شاعرة مغربية من مواليد الرباط ريحانة بشير صاحبة حس مرهف يقود الماء إلى معارج الحرف فتنسجم معه في تجربة مغايرة لملكوت اللغة
حائزة على دبلوم الدراسات المعمقة آداب إسلامية، رئيسة بيت المبدع و نائبة رئيس جمعية نجمة للفكر والإبداع و مديرة فرع الرابطة العالمية لأدب المهجر و كاتبة إقليمية لوزارة التربية الوطنية ومكلفة بالاتصال سابقا مغادرة طوعية الإصدارات قبل الإبحار سنة 2002 مجموعة شعرية حين يتكلم الماء 2011مجموعة شعرية لايعنيني هذا العالم 2012 وهو شريط شعري مصور كما أنها مشاركة في عدة مهرجانات على المستوى الوطني والعربي ومشاركة أيضا في عدة حوارات تلفزية وإذاعية ولها منشورات ورقية وطنيا وعربيا إضافة إلى أنها ناشطة رقمية .

## تجاربها المهنية
- حائزة على دبلوم الدراسات المعمقة آداب إسلامية.
- رئيسة بيت المبدع الدولي

_ نائبة جمعية نجمة للفكر والإبداع.
- مدير فرع الرابطة العالمية لاداب المهجر.
- كاتبة إقليمية لوزارة التربية الوطنية ومكلفة بالاتصال سابقا مغادرة طوعية.

## اصداراتها
- قبل الإبحار سنة 2002 مجموعة شعرية.
- حيت يتكلم الماء 2011 مجموعة شعرية.
- لا يعنيني هذا العالم 2012 وهو شريط شعري مصور.

## أنشطة الشاعرة
_مديرة لقاءات بيت المبدع المغاربية
_مديرة ملتقى الرقراق الإبداعي بسلا
_مديرة ملتقى البوغاز بطنجة
- مشاركتها في عدة مهرجانات على المستوى الوطني العربي.
- وكذلك حوارات تلفزية وإذاعية وورقية وطنيا وعربيا.
- ناشطة رقمية.

## وصلات خارجية
- صفحة الفيس بوك الخاصة بالشاعرة ريحانة بشير  على فيسبوك.
- مشروع ويكيبيديا العربية
- حفل تكريم الشاعرة ريحانة بشير. على يوتيوب

أنشطة بيت المبدع على اليوتوب
التكريمات من داخل الوطن
- تكريمها من طرف جمعية شمس
- تكريمها من طرف المجلس البلدي لمدينة سلا

_تكريمها من مؤسسة محمد البوكيلي إبداع وتواصل
_تكريمها بملتقى سلا للموسيقى الأندلسية
_تكريمها من مركز الإعلام والتوثيق التابع لوزارة الشباب والرياضة
_تكريمها من المعهد العالي للأساتذة الرباط
_خارج الوطن:
_تكريم من جامعة الحاج لخضر باتنة الجزائر
_تكريم من مديرية الثقافة بوادي سوف الجزائر
_تكريم من جمعية أحبك ياوطني تونس
- توقيع ديوان حين يتكلم الماء بمدينة ابن أحمد جمعية الألفة للثقافة
- توقيع ديوان حين يتكلم الماء بالعرائش مندوبية الثقافة وجمعية الصداقة
- توقيع ديوان حين يتكلم الماء بالرباط مؤسسة الأعمال الاجتماعية للتربية والتكوين